# Don't Let the Kids Win
Don't Let the Kids Win è l'album in studio di debutto della cantautrice australiana Julia Jacklin. È stato pubblicato nell'ottobre 2016 con le etichette Polyvinyl Record Co, Transgressive Records e Liberation Records.
Ai J Awards del 2016[, l'album è stato nominato per l'Australian Album of the Year. Agli ARIA Music Awards del 2017, l'album è stato nominato per l'ARIA Award come migliore artista femminile e per l'ARIA Award per la migliore copertina.
In Metacritic, che assegna una valutazione normalizzata su 100 alle recensioni delle pubblicazioni tradizionali, ha dato all'album un punteggio medio di 81, basato su 12 recensioni. El Hunt di DIY ha elogiato l'album, sottolineando che Don't Let the Kids Win brilla di più per la sua voce narrativa chiara e carismatica". Lauren Down di Under the Radar ha dato all'album una recensione positiva, dicendo " È esaminando la propria vita attraverso lenti di diversi colori che questo album diventa qualcosa di straordinario".

## Tracce
1. "Pool Party" – 4:16
2. "Lead Light" – 3:43
3. Coming of Age – 3:20
4. Elizabeth – 3:37
5. Motherland – 5:14
6. Small Talk – 3:30
7. L.A. Dream – 3:29
8. Sweet Step – 2:51
9. Same Airport, Different Man – 3:03
10. Hay Plain – 5:58
11. Don't Let the Kids Win – 4:03